# Senapati
Senapati és la paraula hindi per general, mentre que Mahasenapati vol dir, gran general. És cognat de Duc i, com aquesta paraula, vol dir líder de l'exèrcit (prové de sena = exèrcit + pati= senyor, líder).